# 赵城西街龙王庙
赵城西街龙王庙，位于山西省临汾市洪洞县赵城镇西街村，建于清代，设有戏台。赵城西街龙王庙已公布为洪洞县文物保护单位。